# 科奇庫瓦捷
45°48′10″N 29°52′34″E / 45.80278°N 29.87611°E
科奇庫瓦泰（烏克蘭語：Кочкувате）是位於烏克蘭西南部的村莊，由敖德萨州裡比爾霍羅德-德涅斯特羅夫斯基區的迪維濟亞市鎮負責管轄。該村始建於1812年，面積37.92平方公里，海拔高度4米，2001年人口517，人口密度每平方公里13.64人。